# 山中永之佑
山中 永之佑（やまなか えいのすけ、1928年(昭和3年)12月12日 - ）は、日本の法制史学者、大阪大学名誉教授。日本近代法制史が専門。

## 略歴
大阪府生まれ。1953年大阪大学法経学部法学科卒、大学院に進む。
1957年大阪大学法学部助手、1961年8月同講師、1965年1月同助教授、1970年3月同教授。1975年「日本近代国家の統治機構の法的構造に関する研究」で、法学博士（大阪大学）の学位を取得。1983-1985年法学部長、1988年日本学術会議会員、1992年阪大を定年退官、名誉教授、追手門学院大学経済学部教授、1995年経営学部教授。2000年退職。
2008年瑞宝中綬章受章。

## 著書
- 『日本近代国家の形成と官僚制』弘文堂 1974
- 『日本近代国家の形成と村規約』木鐸社 1975
- 『日本近代国家の形成と「家」制度』日本評論社 1988
- 『近代日本の地方制度と名望家』弘文堂 1990
- 『幕藩・維新期の国家支配と法 官僚制・兵制・村・家・婚姻を主題とする』信山社出版 1991 日本法制史
- 『日本近代国家と地方統治 政策と法』敬文堂 1994
- 『近代市制と都市名望家 大阪市を事例とする考察』大阪大学出版会 1995
- 『日本近代地方自治制と国家』弘文堂 1999
- 『民事裁判の法史学 村と土地の裁判と法』法律文化社 2005

### 編著・共編・監修
- 『近代日本地方自治立法資料集成』1-5巻 白石玲子、飯塚一幸、中尾敏充、馬場義弘共編 弘文堂 1991-1998
- 『堺県法令集』1-4巻 羽曳野市 1992-1995 羽曳野資料叢書
- 『古市町米騒動裁判資料』羽曳野市 1993 羽曳野資料叢書
- 『日本近代法論』法律文化社 1994
- 『資料で考える憲法』高田敏、奥正嗣、三吉修、白石玲子、高倉史人、谷口真由美共編著 法律文化社 1997
- 『シリーズ比較家族 介護と家族』竹安栄子、曽根ひろみ、白石玲子共編 早稲田大学出版部 2001
- 『新・日本近代法論』法律文化社 2002
- 『日本近代法案内 ようこそ史料の森へ 『新・日本近代法論』史料編』法律文化社 2003
- 『堺市今昔写真帖 保存版』監修 郷土出版社 2006
- 『日本現代法史論 近代から現代へ』藤原明久、中尾敏充、伊藤孝夫共編 監修 法律文化社 2010

## 参考
- 『人事興信録 第三十八版』
- 「山中永之佑教授略歴」『追手門経営論集』1999-12